# Threshold (gruppo musicale)
I Threshold sono un gruppo rock progressivo inglese fondato a Londra nel 1990.

## Storia

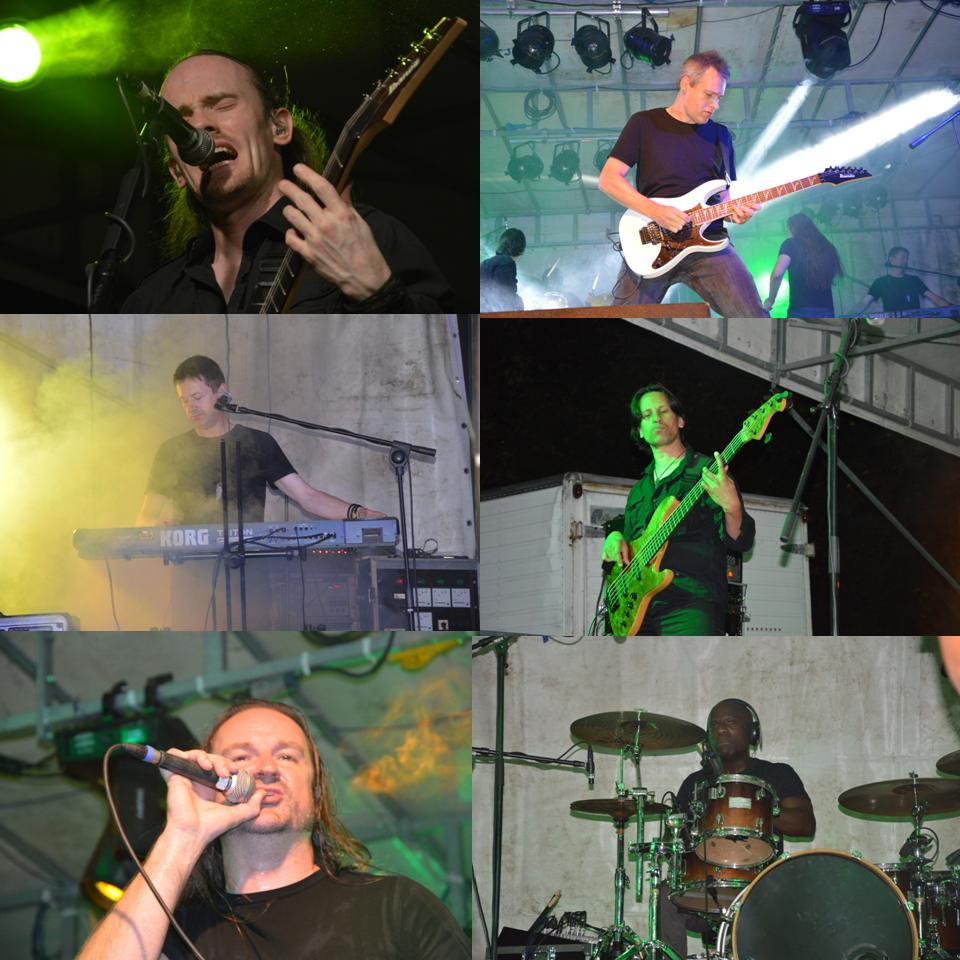
I Threshold in concerto a Gradisca d'Isonzo il 10 agosto 2013

I Threshold cominciarono la loro carriera nel 1990, suonando inizialmente cover di gruppi metal come i Ratt e i Testament. Continuando a suonare assieme, cominciarono a scrivere proprie canzoni, e smisero di suonare cover. Nel 1992, incisero il loro primo tentativo, e, dopo l'arrivo di Damian Wilson nel gruppo come voce principale, produssero il loro primo demo, Intervention, che fu poi inserito in una compilation rock olandese. Poco dopo, entrò nella band Richard West, il quale rimarrà in pianta stabile fino ai giorni nostri.
L'album di debutto della band, Wounded Land, fu pubblicato nel 1993, prendendo il nome da alcuni elementi tematici di un romanzo di Stephen R. Donaldson intitolata con lo stesso nome. Wilson fu impossibilitato a seguire la band nel tour per vari motivi, e così Glynn Morgan lo sostituì. Cantò nelle registrazione del 1994 di Psychedelicatessen, dal quale venne prodotto il video della canzone Innocent, il primo per la band. L'anno successivo, Morgan e la band girarono l'Europa e registrarono molte delle loro performance live per il loro album dal vivo Livedelica.
Ormai superato il limite, si concedettero una pausa prima della loro successiva uscita, durante la quale Morgan e il batterista Jay Micciche lasciarono la band per formare i Mindfeed. Piuttosto che trovare un cantante sconosciuto per rimpiazzarlo, la band ritornò su Damian Wilson, e insieme registrarono nel 1997 Extinct Instinct. A questo album seguì un altro tour in Europa, supportati dagli Enchant. Inoltre, Johanne James, l'attuale batterista, suonò per la prima volta con loro durante questo tour.
Wilson lasciò la band nel 1998, due settimane prima della registrazione del loro successivo album. Fra la lista dei potenziali rimpiazzi vi era il fondatore dei Sargant Fury, il cantante Andrew "Mac" McDermott, con il quale registrarono Clone. Nel 1999, la band pubblicò il loro primo album dedicato al fan club, Decadent, contenente remix e registrazioni radio di canzoni contenute nei precedenti album.

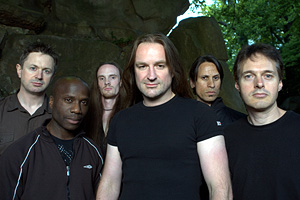
I Threshold nel 2009

Nel 2001 i Threshold pubblicarono il disco Hypothetical che vide Johanne James diventare definitivamente il batterista del gruppo. Nel 2003 ci fu un nuovo cambio di formazione, con il bassista Jon Jeary che lasciò il gruppo, stanco dei continui impegni della band, venendo sostituito da Steve Anderson, che iniziò a suonare con il gruppo registrando il doppio album live e DVD Critical Energy.
Sempre nel 2001 la band decise di ristampare i suoi primi tre album in edizione speciale, ovvero con tracce bonus, suono rimasterizzato, contenuti speciali e tante altre novità.
Gli ultimi due album, anch'essi molto apprezzati dalla stampa e dai fan, sono Subsurface (2004) e Dead Reckoning (2007).
In procinto di partire con le date del tour a supporto dell'ultimo album, il cantante Andrew "Mac" McDermott lascia la band. Viene richiamato come sostituto Damian Wilson. La motivazione dell'abbandono risiedono nell'eccessivo tempo che il gruppo occupava nella sua vita.
Con questa nuova formazione i Threshold pubblicano gli album March of progress (2012) e For the Journey (2014).
Nel 2017, poco prima dell'inizio delle registrazione del nuovo album Legends of the shires, avviene un nuovo avvicendamento dietro al microfono: Damian Wilson lascia e, dopo oltre 20 anni, torna Glynn Morgan.
I Threshold sono attualmente considerati come una delle principali band progressive metal insieme a Dream Theater, Queensrÿche, Fates Warning, Vanden Plas, Shadow Gallery. Negli ultimi anni hanno completato un gran numero di tour internazionali.

## Formazione

### Formazione attuale
- Glynn Morgan – voce (1993-1996, 2017-presente)
- Karl Groom – chitarra (1990-presente)
- Richard West – tastiere (1990-presente)
- Steve Anderson – basso (2003-presente)
- Johanne James – batteria (2000-presente)

### Ex componenti
- Nick Midson – chitarra (1990-2007)
- Tony Grinham – batteria (1990-1996)
- Jon Jeary – basso (1990-2003)
- Mark Heaney – batteria (1996-2000)
- Andrew McDermott – voce (1999-2007)
- Damian Wilson – voce (1990-1993, 1996-1999, 2007-2017)
- Pete Morten – chitarra (2007-2017)

## Discografia

### Album in studio
- 1992 – Wounded Land
- 1994 – Psychedelicatessen
- 1997 – Extinct Instinct
- 1998 – Clone
- 2001 – Hypothetical
- 2002 – Critical Mass
- 2004 – Subsurface
- 2007 – Dead Reckoning
- 2012 – March of Progress
- 2014 – For the Journey
- 2017 – Legends of the Shires
- 2022 – Dividing Lines

### Album dal vivo
- 1995 – Livedelica
- 2004 – Critical Energy

### Compilation
- 2007 – The Ravages of Time (The Best of Threshold)

### Video
- 2004 – Critical Energy